# Belén Succi
María Belén Succi (Buenos Aires, 16 de outubro de 1985) é uma jogadora de hóquei sobre a grama argentina que já atuou pela seleção de seu país.

## Olimpíadas de 2008
Nos Jogos de Pequim de 2008, Belén Succi e suas companheiras de equipe levaram a seleção argentina à conquista da medalha de bronze. Após terminarem a fase de grupos do torneio olímpico em segundo lugar, as leonas foram goleadas pelos Países Baixos na semifinal por 5 a 2. Mas na disputa do terceiro lugar, disputada em 22 de agosto daquele ano, as argentinas se recuperaram e venceram a Alemanha por 3 a 1, terminando assim com o bronze.